# Певчих Марія Костянтинівна
Марія Костянтинівна Певчих (нар. 15 серпня 1987, Зеленоград, Москва, РРФСР, СРСР) — російський журналіст-розслідувач, керівник відділу розслідувань «Фонду боротьби з корупцією», соратниця Олексія Навального. Керівник та ведуча каналу «Популярна політика» на YouTube. Виконавчий продюсер документального фільму «Навальний». Активно виступає проти вторгнення Росії в Україну. Ще до повномасштабної війни у розслідуванні «русский мир в обмен на Эмираты», назвала Олександра Бородая (ватажка ДНР) військовим злочинцем.

## Біографія
Марія Певчих народилася 15 серпня 1987 року в Зеленограді (Москва). Її батько Костянтин Певчих — керівник медичного підприємства, яке займається вирощуванням вірусів, які застосовуються у виготовленні вакцин. 1987 року він закінчив МДУ за спеціальністю інженер-математик. Також здобув додаткову освіту в Університеті штату Каліфорнія за фахом бізнес-управління. Є співзасновником та власником низки медичних фірм, включаючи ТОВ «НДІБІС» «Наноінженерія органічних та біологічних систем», яка з 2011 року займається вирощуванням вірусів у культурах клітин для виробництва вакцин. У лютому 2020 року Костянтин Певчих став співзасновником підприємства ТОВ «Игла», яке просуває технології мікроголок SkinPort для безболісної доставки препаратів через шкіру.
Закінчила зеленоградську гімназію № 1528. У 2003 році вступила на соціологічний факультет МДУ, а з 2005 року навчалася у Лондонській школі економіки та політичних наук. За спеціальністю — політолог.
Після закінчення навчання у Лондоні повернулася до МДУ та закінчила соціологічний факультет, де керівником її дипломної роботи «Етносоціологічний портрет сучасної Великобританії» був Олександр Дугін.
Після закінчення МДУ до 2014 року працювала у британській транснаціональній компанії British American Tobacco. За власними словами, не жила постійно в Росії з 2006 року, хоча відвідувала країну «наїздами». У 2010 році очолювала російську делегацію у Ванкувері для участі в молодіжних аналогах Великої вісімки та Великої двадцятки.
У 2019 році отримала громадянство Великобританії.
У лютому 2023 року взяла участь в інтерв'ю Юрію Дудю, під час якого обговорювала з журналістом подробиці своєї біографії, вторгнення Росії в Україну, резонансні витоки особистих даних прихильників ФБК та багато іншого. Це інтерв'ю виявилося найдовшим серед випусків «вДудь» — відеоролик триває близько чотирьох годин. Наступного дня після виходу інтерв'ю з сайту МДУ видалили сторінку про його випускницю Певчих, яка була там близько 13 років.
22 березня 2023 року Марії Певчих стала новою головою ради директорів Фонд боротьби з корупцією.

## Розслідувальна діяльність
За словами самої Певчих, у розслідувальну журналістику вона потрапила випадково: на початку 2010-х почала читати блог Олексія Навального в «Живому Журналі» і у 2011 спробувала влаштуватися працювати в проєкт «РосПіл». Однак після знайомства та спілкування з Навальним було ухвалено рішення, що вона займеться керівництвом нового відділу розслідувань ФБК. Першим її розслідуванням стала справа про завищені ціни закупівель бурових установок банком ВТБ.
Займається пошуком, аналізом та архівуванням фактологічного матеріалу для розслідувань, також пише сценарії для фільмів-розслідувань та відповідає за процес зйомок. Першим опублікованим у вигляді фільму стало розслідування ФБК про власність генпрокурора Юрія Чайки та його родини у 2015 році. З того часу більша частина розслідувань виходить у відео форматі на YouTube-каналі «Навальний», кожне з яких набирає кілька мільйонів переглядів.
На відміну від колег з ФБК, Певчих ніколи не виступала публічно і не була активною в соцмережах, хоча і була відома в журналістських колах. Зокрема, журналіст Роман Анін називав її однією з найкращих розслідувань у Росії. У громадському просторі виникла лише після отруєння Навального.
15 січня 2025 року Марію Певчих внесли до бази сайту «Миротворець». Її звинувачують у актах агресії проти України.

## Отруєння Олексія Навального
Певчих була серед тих, хто супроводжував Навального в поїздці в Томську, де він був отруєний. У Томську вони працювали над розслідуванням місцевих забудовників. Дізнавшись про отруєння, вона спромоглася забрати пляшку з водою з готелю, де команда ночувала, і вивезти її з країни. Згодом німецьким слідчим вдалося виявити на цій пляшці сліди бойової отруйної речовини «Новичок».
У вересні 2020 стала об'єктом звинувачень з боку федеральних ЗМІ, які стверджували, що це вона замішана в отруєнні. До родичів Марії приходила поліція. Сама Марія стверджувала, що за нею та її бабусями ведеться стеження.
У квітні 2021 року, коли Олексій Навальний розпочав голодування, і воно почало загрожувати його здоров'ю, Марія Певчих опублікувала колонку в британській газеті The Guardian. У статті вона описала стан Навального та передісторію, пов'язану з отруєнням.

## Нагороди
Є дворазовим лауреатом щомісячної журналістської премії «Редколегія»:
- у січні 2021 року спільно з Олексієм Навальним та Георгієм Албуровим за розслідування «Палац для Путіна. Історія найбільшого хабаря»,
- у червні 2022 року спільно з Михайлом Магловим, Романом Баданіним, Дмитром Сухарєвим та Іваном Васильєвим за розслідування про захоплення Газпрому чекістами.

## Сім'я
Не одружена. За даними ЗМІ, перебувала у таємних любовних стосунках з одруженим Олексієм Навальним. 
Батько, Костянтин Певчих — керівник медичного підприємства "НИОБИС", яке займається вирощуванням вірусів, що застосовуються при виготовленні вакцин.